# Wadi l-Hamd
Wadi l-Ham (Wadi l-Idam) és un riu del nord-est l'Aràbia Saudita, que porta aigua estacionalment i desaigua a la mar Roja a uns 50 km al sud d'al-Wadjh. Amb els seus afluents forma una conca de 455 km de llarg. El principal afluent és el Wadi l-Djizl.